# 마이클 새러진
마이클 새러진(영어: Michael Sarrazin, 1940년 5월 22일 ~ 2011년 4월 17일)은 캐나다의 배우이다.
퀘벡주 출신으로 본명은 자크 미셸 앙드레 사라쟁(Jacques Michel André Sarrazin)이다. 몬트리올에서 사망하였다. 사인은 암이다.

## 출연 작품
- 더 크리스마스 콰이어 (2008년)
- 피어닷컴 (2002년) - 프랭크 브라이언트 역
- 어라이벌 2 (1998년)
- 공포의 대지진 (1998년)
- 크래커잭 2 (1997년)
- 피스키퍼 (1997년)
- 미드나잇 인 세인트 피터스버그 (1995년)
- 저격자들 (1995년)
- 베이징 익스프레스 (1995년)
- 플로리다 플로리다 (1993년)
- 레나의 휴일 (1991년)
- 마라렉 (1989년)
- 키핑 트랙 (1987년)
- 사랑의 약탈자 (1987년)
- 조슈아 스캔들 (1985년)
- 시덕션 (1982년)
- 풍운의 캐러밴 (1978년)
- 바브라 내 사랑 (1974년)
- 피터 프라우드의 환생 (1974년)
- 무법의 소매치기 (1973년)
- 법과 질서 (1972년)
- 스탬퍼가의 대결 (1971년)
- 인 서치 오브 그레고리 (1970년) - 그레고리 역
- 아이 오브 더 캣 (1969년)
- 그들은 말을 쏘았다 (1969년)
- 저니 투 샤일로 (1968년) - 밀러 역
- 마지막 선택 (1967년)

### 텔레비전
- 제3의 눈 (1995년)

## 같이 보기
- 캐나다의 배우 목록